# Copaifera officinalis
Copaifera officinalis är en ärtväxtart som beskrevs av Carl von Linné. Copaifera officinalis ingår i släktet Copaifera, och familjen ärtväxter. Inga underarter finns listade i Catalogue of Life.